# Anna Salzberg
Anna Salzberg, née en 1980 est une réalisatrice, chef-opératrice, preneuse de son, monteuse sonore féministe française.

## Biographie
Anna Salzberg fait des études de sciences sociales et sciences politiques. Elle travaille sur support argentique super-8 et 16 mm. Elle réalise son premier film  avec Eléonore Merlin en 2007-2008. Elle réalise des documentaires expérimentaux. Elle rejoint le collectif de réalisatrices féministes La poudrière au sein du laboratoire de cinéma expérimental Etna, basé à Montreuil.
Elle travaille sur sa propre histoire familiale et l’histoire des mouvements féministes des années 1970. Sur ce thème, elle réalise Lâche ta mère en 2019 et Le jour où j'ai découvert que Jane Fonda était brune en 2022. Anna Salzberg interroge sa mère sur son engagement féministe et sa naissance. Elle découvre les films féministes militants des années 1970 notamment ceux du MLAC.

## Documentaires
- Malaises, réalisé avec Eléonore Merlin, 2007-2008
- On ira à Neuilly inch'allah, réalisé avec Mehdi Ahoudig, 2015
- La Part de soi
- Le Matin du troisième jour se leva clair et frais
- Lâche ta mère, 2019[3]
- Le Jour où j'ai découvert que Jane Fonda était brune, 2022, 84 min

## Documentaires sonores
- Archie Shepp, Arte radio, 8 min[6]
- Escort Boy, Arte radio, 10 min
- Jardins ouvriers, Arte radio, 24 min
- Ouvriers de Well, Arte radio, 32 min
- La Sage-Femme, 5 épisodes, Arte radio

## Prix
- Prix du jeune reporter d’images Rotary[2]
- Mention spéciale / Prix de la diversité, Festival Traces de vies, Clermont-Ferrand[2]
- Mention Graine de Doc, Festival Doc en courts, Lyon[2]